# Cantón de Cosne-Cours-sur-Loire-Sur
El cantón de Cosne-Cours-sur-Loire-Sur era una división administrativa francesa, que estaba situada en el departamento de Nièvre y la región de Borgoña.

## Composición
El cantón estaba formado por cuatro comunas, más una fracción de la comuna que le daba su nombre:
- Alligny-Cosne
- Cosne-Cours-sur-Loire (fracción)
- Pougny
- Saint-Loup
- Saint-Père

## Supresión del cantón de Cosne-Cours-sur-Loire-Sur
En aplicación del Decreto nº 2014-184 de 18 de febrero de 2014, el cantón de Cosne-Cours-sur-Loire-Sur fue suprimido el 22 de marzo de 2015 y sus 5 comunas pasaron a formar parte del nuevo cantón de Cosne-Cours-sur-Loire.